# Johann Padutsch
Johann Padutsch (* 12. Mai 1955 in Salzburg) ist ein österreichischer Politiker (Bürgerliste Salzburg).

## Leben
Padutsch absolvierte eine Ausbildung zum Elektrotechniker an der HTL Salzburg und war neun Jahre im Bereich Fernmelde- und Signaltechnik und als Bauleiter bei Großprojekten in Übersee tätig.

## Politik
Ende der 1970er Jahre schloss sich Padutsch der Bürgerliste Salzburg an, der ersten (bürgerlich-)grünen Oppositionsbewegung mit größeren Wahlerfolgen in Österreich. Seit 1982 ist Padutsch Mitglied des Gemeinderates der Landeshauptstadt Salzburg und seit 1987 Klubobmann. Seit 1992 ist er zudem Mitglied der Stadtregierung und zwar als Bürgermeister-Stellvertreter mit den Ressortbereichen Stadtplanung Verkehr  (bis 1999), als Stadtrat ab 1999 als Stadtrat für die Ressortbereiche Stadtplanung, Verkehr und Umwelt und ab 2004 für den Ressortbereich Raumplanung und Baubehörde. 1997 kam es zum offenen Konflikt mit dem „Gründungsvater“ der Grünen in Salzburg, Herbert Fux. Im Zuge seiner Tätigkeit als Leiter der Raumplanung Baubehörde profilierte sich Padutsch als „zukunftsbezogener“ Verfechter größerer und kleinerer Bauprojekte und ist im Zuge des Projekts „City Life“ am Rehrlplatz unter Druck geraten,  mit der Verankerung der „Deklaration geschütztes Grünland“ im Räumlichen Entwicklungskonzept (REK 2007) der Stadt ist ihm jedoch ein Meilenstein für die Erhaltung der prägenden Kultur- und Grünlandschaften gelungen.
Im Juni 2018 wurde Martina Berthold zu seiner Nachfolgerin als Vorsitzende der Bürgerliste Salzburg gewählt.